# 紀美野町消防本部
紀美野町消防本部（きみのちょうしょうぼうほんぶ）は、和歌山県海草郡紀美野町の消防部局（消防本部）。管轄区域は紀美野町全域。

## 概要
- 消防本部：和歌山県海草郡紀美野町下佐々803-1
- 管内面積：128.31km2
- 職員定数：36人
- 消防署1カ所
- 主力機械（2008年4月1日現在）
  - 普通消防ポンプ自動車：1
  - 水槽付消防ポンプ自動車：2
  - 高規格救急自動車：2
  - 救助工作車：1
  - 指揮車：1
  - 小型動力ポンプ：1
  - 広報車：1
  - 資機材搬送車：1
  - 小型動力ポンプ付水槽車：1
  - その他車両：4

## 沿革
- 2006年1月1日 – 紀美野町消防本部が発足。

## 消防署
| 消防署         | 住所        |
| -------------- | ----------- |
| 紀美野町消防署 | 下佐々803-1 |